# Енріко Берлінгуер
Енріко Берлінгуер (італ. Enrico Berlinguer; 25 травня 1922, Сассарі — 11 червня 1984, Падуя) — італійський політик, секретар Італійської комуністичної партії з 1972 до смерті. При ньому стався поступовий перехід ІКП з позицій марксизму-ленінізму на позиції «єврокомунізму» і мирного співіснування з представниками інших політичних поглядів. Недовіра, яка зростала між ІКП і КПРС, закінчилась повним розривом в 1980 р., коли Берлінгуер відкрито засудив введення радянських військ в Афганістан. Берлінгуеру не вдалося досягти головної мети — формування комуністичного уряду або хоча б введення комуністів в уряд, але при ньому різко зросла представництво комуністів у місцевих органах влади Італії.